# Освіта у Трускавці
Трускавець — місто з розвиненою дошкільною, шкільною та позашкільною освітою. У місті діють 3 середні школи, 6 дитячих дошкільних закладів, Трускавецька дитяча школа мистецтв, будинок учнівської творчості, ДЮСК «Спортовець». У місті знаходиться філія Прикарпатського інституту МАУП ім. М. Грушевського.

## Дошкільна освіта
У місті діють 6 дошкільних навчальних заклади.
| № | Назва                                        | Тип        | Адреса                 | Завідувач                     |
| - | -------------------------------------------- | ---------- | ---------------------- | ----------------------------- |
| 1 | Дошкільний навчальний заклад № 1 «Берізка»   | ясла-садок | вул. Івасюка, 21       | Юркевич Марія Василівна       |
| 2 | Дошкільний навчальний заклад № 2 «Ялинка»    | ясла-садок | вул. Василя Стуса, 8   | Сальо Світлана Леонідівна     |
| 3 | Дошкільний навчальний заклад № 4 «Сонечко»   | ясла-садок | вул. Бориславська, 34  | Білецька Ірина Іванівна       |
| 4 | Дошкільний навчальний заклад № 5 «Зірочка»   | ясла-садок | вул. Стебницька, 68    | Блажівська Оксана Миколаївнва |
| 5 | Дошкільний навчальний заклад № 6 «Теремок»   | ясла-садок | вул. Лесі Українки, 21 | Макогон Лідія Федорівна       |
| 6 | Дошкільний навчальний заклад № 7 «Дзвіночок» | ясла-садок | вул. Стебницька, 94    | Горічко Ольга Степанівна      |

## Середня загальна освіта
У місті діють 3 середні школи
| № | Назва                                                | Тип                           | Кількість учнів | Адреса               | Директор                    |
| - | ---------------------------------------------------- | ----------------------------- | --------------- | -------------------- | --------------------------- |
| 1 | Середня загальноосвітня школа І-ІІІ ступенів № 1     | Середня загальноосвітня школа | 755             | вул. Садова, 14      | Щигель Володимир Степанович |
| 2 | НВК «Середня загальноосвітня школа № 2-Гімназія № 2» | Навчально-виховний комплекс   | 824             | вул. Данилишиних, 19 | Гудзеляк Роман Зенонович    |
| 3 | Середня загальноосвітня школа І-ІІІ ступенів № 3     | Середня загальноосвітня школа | 532             | вул. Стебницька, 98  | Умнова Галина Іванівна      |

## Позашкільна освіта

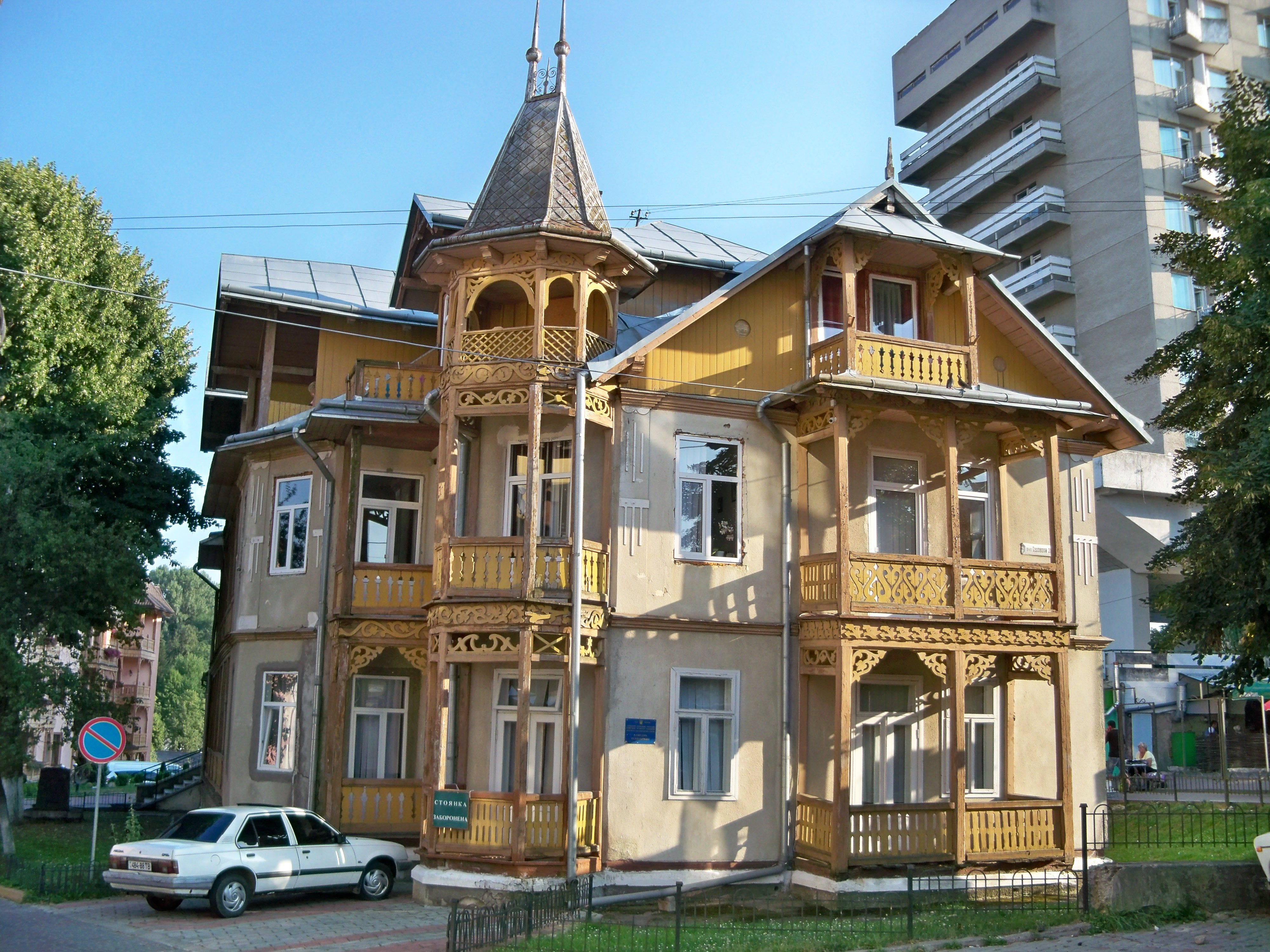
Кафедра реабілітації та нетрадиційної медицини ЛНМУ

- Будинок учнівської творчості — позашкільний навчальний заклад відділу освіти, створено у 1992 році на базі Трускавецького Будинку піонерів, який був заснований у 1952 році[14]. У БУТ діють 43 гуртки, 71 група, у яких займаються 658 учнів.
- Дитяча школа мистецтв імені Романа Савицького — позашкільний навчальний заклад відділу освіти, мистецька школа, створена у 1981 році на базі Трускавецької музичної школи, яка була заснована у 1965 році.
- ДЮСК «Спортовець» — позашкільний навчальний заклад відділу освіти, створений у 1992 році на базі Трускавецької дитячо-юнацької спортивної школи, заснованої у 1981 році.

## Вища освіта
У Трускавці з 1998 року діє:
- Прикарпатський інститут МАУП імені Михайла Грушевського, вул. Стебницькій 98.
- Коледж при Прикарпатському інституті МАУП імені Михайла Грушевського, вул. Івасюка, 21.
- Кафедра реабілітації та нетрадиційної медицини ЛНМУ, вул. Суховоля, 31 (у приміщенні колишньої Вілли «Олімпія»).